# مدرسه حقوق ملبورن
مدرسه حقوق ملبورن (به انگلیسی: Melbourne Law School) یکی از مدارس تحصیلات تکمیلی حرفه‌ای دانشگاه ملبورن است. واقع در کارلتون، ویکتوریا، و یکی از قدیمی‌ترین مدارس حقوق استرالیا است، در رتبه‌بندی دانشگاهی کیواس به عنوان دهمین در جهان و اول در استرالیا و آسیا و اقیانوسیه به دست آورد.
MLS تعدادی از فارغ التحصیلان برجسته در رشته‌های حقوقی و سیاسی تربیت کرده‌است، از جمله چهار نخست‌وزیر استرالیا، سه فرماندار کل، چهار رئیس دادگستری استرالیا و سیزده دادستان مشترک‌المنافع. فارغ التحصیلان شامل دادگستری فعلی دیوان عالی استرالیا، رئیس فعلی دادگستری خانواده استرالیا، فرماندار فعلی ویکتوریا، وکلای ورودی استرالیا، رئیس‌جمهور فعلی کمیسیون حقوق بشر استرالیا، ویکتوریا فعلی. کمیسر فرصت برابر و حقوق بشر و رئیس فعلی شورای وکلا ویکتوریا.

## تاریخچه
مدرسه حقوق ملبورن در سال ۱۸۵۷ تأسیس شد ، در سال ۱۸۷۳ گسترش یافت و مجدداً سازماندهی شد.  با انتصاب سر زلمان کاون در سال ۱۹۵۱ تحول اساسی ایجاد شد. سر زلمان تدریس، تحقیق و استخدام دانشگاهی را اصلاح کرد ،و بسیاری از دانشگاهیان برجسته بین‌المللی برای تحصیل در مدرسه دعوت شدند .

## انتشارات
دانشجویان مدرسه حقوق ملبورن در تهیه و انتشار  مجله حقوق دانشگاه ملبورن و مجله حقوق بین‌الملل ملبورن شرکت دارند. این دو مجله به‌طور مشترک راهنمای استرالیا برای استناد حقوقی را منتشر می‌کنند، که بیشترین اقتدار در قالب‌های استناد حقوقی در استرالیا است. دانشجویان  همچنین روزنامه ای به نام De Minimis و یک مجله با نام "Purely Dicta" تولید می‌کنند.
مجلات دیگری که منتشر شده‌است شامل مجله حقوق آسیا استرالیا (همراه با دانشگاه ملی استرالیا و دانشگاه واشینگتن)، مجله حقوق کار در استرالیا، و بازبینی حقوق رسانه و هنر است.

## رتبه‌بندی
مدرسه حقوق ملبورن به‌طور مداوم در بین مدرسه‌های برتر حقوق در جهان رتبه‌بندی شده‌است.

## سازمانهای دانشجویی
سه سازمان دانشجویی اصلی با مدرسه حقوق ملبورن در ارتباط هستند. اولین مورد، انجمن دانشجویان حقوق دانشگاه ملبورن است که نماینده کلیه دانشجویان رشته حقوق در دانشگاه ملبورن است. دوم انجمن جهانی دانشجویان حقوق، که در آن به موضوعات حقوقی بین‌المللی، مشاغل توجه می‌شود و پشتیبانی بیشتری برای دانشجویان بین‌المللی ارائه می‌دهد. سوم، انجمن حقوقی ملبورن چین، مطالعه تطبیقی قوانین چینی، هنگ کنگ و استرالیا و همچنین ارائه آموزش زبان ماندارین را برای دانشجویان تسهیل می‌کند.
انجمن دانشجویان کارشناسی ارشد حقوق ملبورن (MLMSA) نماینده منافع جمعی همه دانشجویان MLM (استادان حقوق ملبورن) در مدرسه حقوق ملبورن است.

## فارغ‌التحصیلان قابل توجه

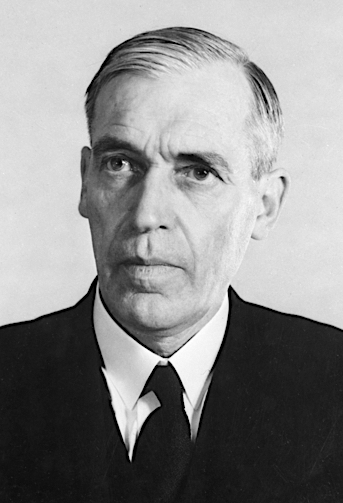
سر اوون دیکسون، رئیس سابق دادگاه عالی استرالیا.

آلفرد دیاکین، نخست‌وزیر دوم استرالیا، سر رابرت منزیز، دوازدهمین نخست‌وزیر استرالیا، هارولد هولت، هفدهمین نخست‌وزیر استرالیا و جولیا گیلارد، نخست‌وزیر بیست و هفتمین نخست‌وزیر استرالیا، همه از مدرسه حقوق ملبورن فارغ‌التحصیل شدند. سه استاندار کل و حداقل ۱۳ دادستان کل نیز از مدرسه حقوق ملبورن فارغ‌التحصیل شده‌اند، از جمله گرت ایوانز، نیکولا روکسون و مارک دریفوس.
سیاستمداران خارجی که در مدرسه حقوق ملبورن شرکت کردند عبارتند از: نری خاویر کلمنارس، عضو مجلس نمایندگان فیلیپین، عدنان بونگون نسوشنو، عضو شورای مشورتی ریاست جمهوری جمهوری اندونزی و دامه مگ تیلور، سفیر پیشین پاپوا گینه نو در ایالات متحده ایالت‌ها و دبیرکل کنونی دبیرخانه انجمن جزایر اقیانوس آرام.